# Regulering van online inhoud

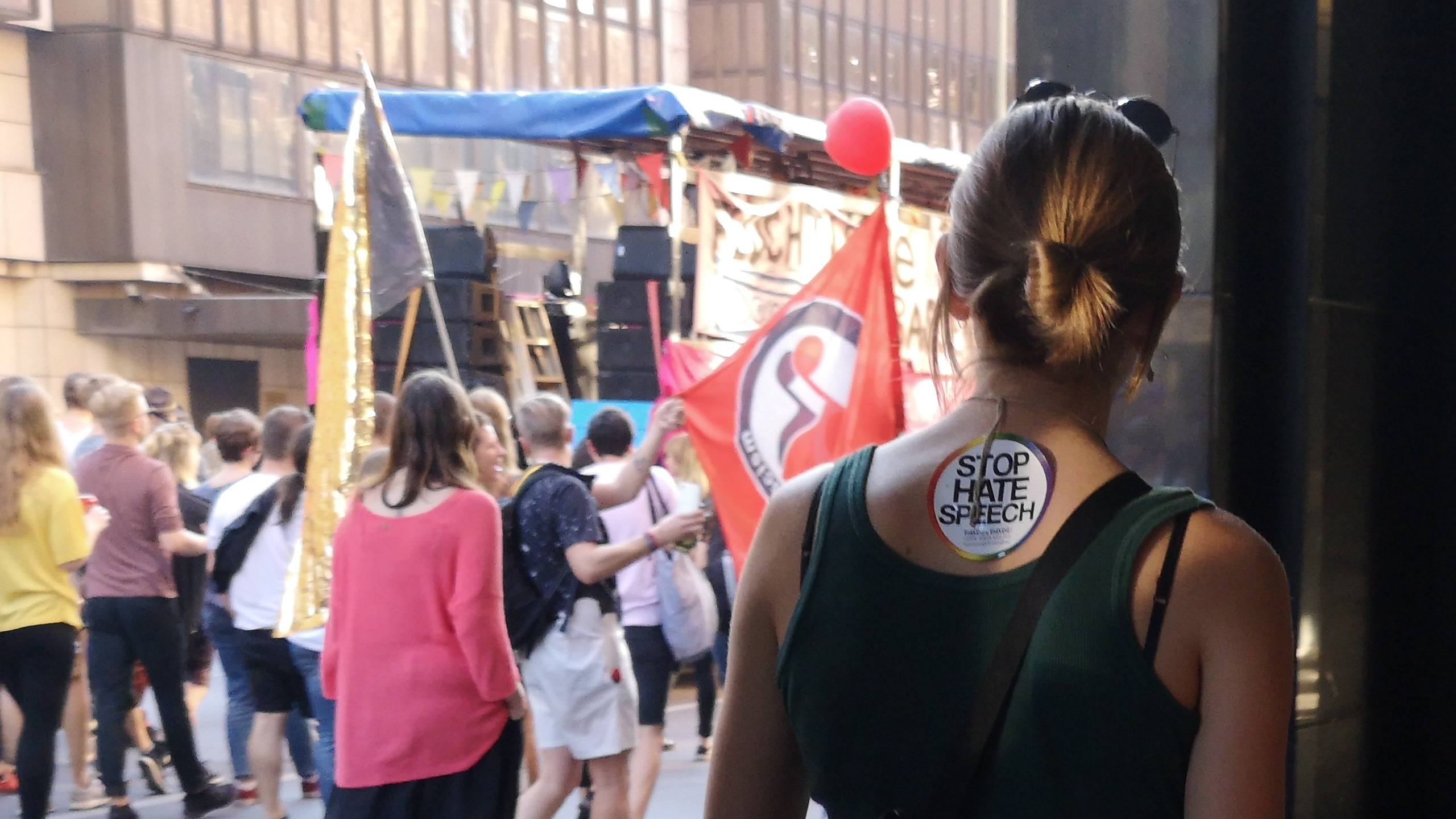
"Unteilbar" protest tegen online haatzaaien in Berlijn (2018).

Regulering van online inhoud is het geheel van maatregelen, vanwege de overheid of door beheerders van internetplatforms, met de bedoeling de online verspreiding van illegale inhoud te voorkomen en in te perken, en zo de grondrechten van gebruikers beter te beschermen.
Deze regulering van informatie, vooral dan op sociale media, verloopt door middel van inhoudelijke moderatie van berichten en informatie. Deze maatregelen worden door critici beschouwd als een aantasting van de vrijheid van meningsuiting en dus een vorm van internetcensuur, maar door voorstanders als een maatschappelijke noodzaak.
De regulering van online inhoud in de sector van online gaming is echter nog minder ontwikkeld.

## Historiek
Afgezien van de internetcensuur die in verschillende landen de toegang tot het internet beperkt, is de – veelal indirecte – moderatie van content een controverse die aanvankelijk vooral in de Verenigde Staten op gang kwam in 2016, met de vermeende Russische tussenkomst in de Amerikaanse presidentsverkiezingen 2016 (Donald Trump vs. Hillary Clinton). Op 6 januari 2017 wees aftredend minister van Binnenlandse Veiligheid Jeh Johnson "verkiezingsinfrastructuur" aan als kritieke infrastructuur. waardoor de missie van het Cybersecurity and Infrastructure Security Agency (CISA) voor het censureren van vermeende "desinformatie" mogelijk werd.
In 2022 kwamen de zogenoemde Twitter files aan het licht, met aanwijzingen van inhoudelijke en mogelijk partijdige moderatie van berichten op Twitter.
In maart 2023 legde Michael Shellenberger in de Amerikaanse parlementscommissie voor justitie een uitvoerig gedocumenteerd getuigenis af onder de titel “Overheidsbemoeienis inzake binnenlandse censuur en desinformatiecampagnes, van 2016 tot 2022”. Hij noemde deze bemoeienis het "Censuur-Industrieel Complex”, verwijzend naar het militair-industrieel complex, maar dan in een context van hybride oorlogsvoering. Het “Complex” zou dan in de VS bestaan uit een netwerk van overheidsinstellingen, vaak ressorterend onder de departementen justitie en defensie, zoals het DARPA, de National Science Foundation en de CISA, in samenwerking met universiteiten, denktanks zoals National Endowment for Democracy, factcheckers en privé-veiligheidsbedrijven. Shellenberger noemde enkele voorbeelden van censuurprogramma’s zoals het Social Media in Strategic Communication (SMISC, door DARPA in 2011 ontwikkeld om terroristische activiteit op het internet op te sporen), en het Course Correct-programma van de National Science Foundation. Verslaggevers Zonder Grenzen en ZeroHedge noemden in dit verband tientallen organisaties wereldwijd. De gezamenlijke invloed van deze instanties zou dan volgens Shellenberger in de praktijk leiden tot een ideologisch eenvormig narratief over wat in de VS dient beschouwd en verdedigd te worden als “dé democratie”. De controverse leidde vooral in de Verenigde Staten tot analyses en heftige debatten.
In 2024 bleek volgens de Financial Times uit meerdere incidenten “dat de sociale media meer en meer in het vizier kwamen van mondiale toezichthouders”:
- medio 2024 dienden het US Department of Justice en de Federal Trade Commission een klacht in tegen TikTok en ByteDance wegens “wijdverbreide schendingen” van de privacywetgeving voor kinderen in de VS.[8]
- begin augustus 2024 werd Instagram in Turkije geblokkeerd zonder opgave van reden, maar vermoedelijk omdat de site condoleanceberichten voor Hamas-leider Ismail Haniya zou hebben verwijderd.[9]
- op 12 augustus 2024 stuurde Europees commissaris Thierry Breton een waarschuwingsbrief naar Elon Musk, CEO van sociaalnetwerksite X om strenger op te treden tegen desinformatie en online haatberichten, een verplichting volgens de Verordening digitale diensten (DSA).[10]
- Het Braziliaanse Hooggerechtshof beval eind augustus 2024 om de sociaalnetwerksite X in het land te blokkeren, nadat Elon Musk weigerde om een juridische vertegenwoordiger aan te stellen, waardoor X in Brazilië aansprakelijk kon worden gesteld voor de verspreiding van haat en fake news.[11]
- in Frankrijk werd op 24 augustus 2024  sociaalnetwerksite Telegram-stichter en CEO Pavel Doerov gearresteerd, en in verdenking gesteld omdat hij niet zou hebben opgetreden tegen de verspreiding van misdadige en strafbare berichten op Telegram.[12]

## Voor- en tegenstanders
De meningen in de Amerikaanse publieke opinie hierover zijn verdeeld, met een kleine meerderheid gewonnen voor regulering door de techbedrijven zelf.

### Voorstanders
Voorstanders stellen dat beperkingen nodig zijn om de verspreiding van desinformatie en nepnieuws tegen te gaan, en om kwetsbare groepen en minderheden te beschermen tegen cyberpesten, haatzaaien en discriminatie. Sociale mediaplatforms zouden ook een verantwoordelijkheid hebben om een veilige en respectvolle online omgeving te creëren voor hun gebruikers.
Bekende voorstanders zijn onder meer:
- Politici zoals Elizabeth Warren[14] en Alexandria Ocasio-Cortez[15] namen actief stelling tegen wat zij desinformatie noemen.
- Sommige CEO’s en insiders van de techindustrie en van grote internetplatformen hebben gepleit voor een strengere regulering van het internet, in een of andere vorm. Onder hen Mark Zuckerberg (Facebook),[16] Tim Cook (Apple), Jack Dorsey (Twitter), Evan Spiegel (Snap inc.), Sam Altman (OpenAI), en Kevin Systrom (ex-Instagram).[17] Voor zeer grote bedrijven zijn dergelijke concessies echter strategisch gezien gunstiger alternatieven voor gedwongen opsplitsing, hoge boetes of zelfs persoonlijke aansprakelijkheid voor het management.[17]
- Allerlei belangengroepen inzake bestrijding van discriminatie, sociale onrechtvaardigheid en online intimidatie. In de VS gaat het om organisaties zoals de Anti-Defamation League, de National Association for the Advancement of Colored People (NAACP) of het Center for Countering Digital Hate.[18]

### Tegenstanders
Tegenstanders wijzen op de bescherming van de vrijheid van meningsuiting in de grondwet van vele landen (in de VS het bekende Eerste Amendement). Beperkingen op online inhoud zouden dit grondrecht schenden. Ook vrezen sommigen dat de inhoudelijke controle kan leiden tot censuur, vooral omdat het vaak subjectief is om te bepalen wat nepnieuws of haatzaaien is, met als gevolg willekeurige beslissingen van platformbeheerders, of zelfs “controlenetwerken”.
Bekende tegenstanders zijn onder meer:
- Burgerrechtenorganisaties zoals de American Civil Liberties Union zijn bezorgd over mogelijke inperkingen van het Eerste Amendement online, omdat dergelijke maatregelen onbedoelde gevolgen kunnen hebben en het recht op vrije meningsuiting bedreigen.
- Individuen en groepen die sterk begaan zijn met de vrijheid van meningsuiting: journalisten zoals Glenn Greenwald en Michael Shellenberger,[3] of organisaties als de Electronic Frontier Foundation en de Foundation for Freedom Online[19] vrezen voor verkapte censuur en het chilling effect op het verspreiden van opinies. Ook bestaat de vrees dat regulering een heel nieuwe overheidsbureaucratie op gang zal brengen.[17]
- Insiders uit de techindustrie maken zich zorgen over de impact van regulering op innovatie, open dialoog en de vrije mededinging vanwege nieuwkomers op de markt.[17]
- Sommige CEO’s en insiders van grote internetplatformen zoals Elon Musk (X, voorheen Twitter) zijn radicaal tegen overheidstussenkomst op de sociale media. Musk overwoog zelfs X/Twitter uit Europa weg te halen als de EU beperkingen afdwingt, bijvoorbeeld via de Verordening digitale diensten (DSA).[20]
- Peggy Hicks, een directeur mensenrechten bij de Verenigde Naties, pleit voor grote terughoudendheid ten aanzien van internetwetgeving, omdat in vele gevallen de mensenrechten in gevaar gebracht worden: “regeringen reageren op druk van het publiek door zich te haasten met eenvoudige oplossingen voor complexe problemen."[21]
- Vanuit genderkritische hoek wordt ervoor gewaarschuwd genderkritische standpunten niet te laten vervolgen onder het voorwendsel van “haatzaaien tegengaan”.[22]

## Technieken
Om berichten en informatie te filteren, maken internetplatforms gebruik van diverse technieken:
- handmatige moderatie, waarbij menselijke moderators inhoud beoordelen en berichten verwijderen die in strijd zijn met de richtlijnen. Bij herhaling worden accounts tijdelijk geblokkeerd of gesloten;
- automatische moderatie door middel van inhoudfilters, waarbij algoritmes inhoud scannen op basis van vooraf ingestelde regels, die bijvoorbeeld beledigende taal, spam of auteursrechtelijk beschermd materiaal aangeven. Deze filters kunnen echter fouten maken en onschadelijke inhoud onterecht verwijderen;
- contentclassificatie, waarbij algoritmes inhoud analyseren en labelen om gebruikers te waarschuwen;
- temporele beperking, waarbij geviseerde berichten kunnen worden vertraagd en dus de snelheid van verspreiding (bv. viral video afneemt;
- bij schaduwverbanning kunnen gebruikers wel onbeperkt berichten plaatsen, maar deze zijn alleen zichtbaar voor henzelf;
- kunstmatige intelligentie kan patronen herkennen in grote hoeveelheden inhoud, en op basis daarvan filteren of labelen.

### Uitbesteding
Inhoudelijke moderatie van informatie is bij de grote sociale media een systematisch en deels geautomatiseerd proces om die inhoud te laten voldoen aan wettelijke en regelgevende vereisten, richtlijnen van de site/gemeenschap en gebruikersovereenkomsten. Bovendien wordt vaak getracht de inhoud te laten passen binnen de normen van smaak en aanvaardbaarheid voor die site en de culturele context.
Ooit werd dit werk gedaan door vrijwilligers binnen de online gemeenschap, maar bij commerciële websites wordt die taak grotendeels uitbesteed aan gespecialiseerde bedrijven, vaak in lagelonenlanden met een goed opgeleide en Engelssprekende beroepsbevolking zoals India en de Filipijnen, en dit reeds begin jaren '90.
De uitbesteding kan verlopen via consultingbedrijven zoals Genpact en Cognizant, en biedt werk aan tienduizenden medewerkers. Het langdurig bekijken van soms verontrustende inhoud eist echter zijn psychologische tol bij de moderators, die meermaals lijden aan secundaire trauma's, lijkend op posttraumatische stressstoornis. En terwijl moderators in de VS op bijstand en compensaties kunnen rekenen, is dat niet het geval in de lagelonenlanden.

### Tegenspraak
Tegenspraak is een andere tactiek om haatzaaiende uitspraken of verkeerde informatie tegen te gaan door een alternatief verhaal te presenteren, in plaats van de beledigende uitspraken te censureren. Het betekent ook reageren op haatspraak met empathie en het uitdagen van de haatverhalen, in plaats van te reageren met meer haatspraak in de tegenovergestelde richting.

## Overheidsregulering

### Rechtsbeginselen
De Mensenrechtenraad van de Verenigde Naties doet in haar resoluties geen expliciete oproep tot (internationale) regulering van online inhoud. De Raad benadrukt enerzijds dat de rechten die burgers offline hebben ook online beschermd moeten worden, in het bijzonder de vrijheid van meningsuiting, en steunt daarbij op artikel 19 van de Universele Verklaring van de Rechten van de Mens en op het Internationaal verdrag inzake burgerrechten en politieke rechten. Anderzijds roept de VN ook op om de negatieve aspecten tegen te gaan, waaronder haatzaaien en nepnieuws, het onwettig gebruik van persoonsgegevens en online aanvallen op vrouwen.
Het Europees Hof voor de Rechten van de Mens hanteert, op basis van het Europees Verdrag voor de Rechten van de Mens, een ruime interpretatie van de vrijheid van meningsuiting, en oordeelt dat in een democratie ruimte moet zijn voor uitlatingen die kwetsen, choqueren of verontrusten, met uitzondering van bepaalde racistische, antisemitische, islamofobe uitlatingen, het rechtvaardigen van oorlogsmisdaden en terroristische propaganda.

### Wetgeving
In tientallen landen zijn sedert 2015 nieuwe wetten voor sociale media aangenomen, of worden ze voorbereid. Vaak worden bij vergelijkingen de wetgeving in de VS en die van China als tegenpolen gezien.
De Europese Unie wil met de Verordening digitale diensten (DSA) online-platforms dwingen maatregelen te nemen die online verspreiding van illegale inhoud voorkomen en inperken, en de grondrechten van gebruikers beschermen.
In de Amerikaanse regelgeving heerste als uitgangspunt een brede immuniteitsbenadering, volgens “Sectie 230” van de (en)  Communications Decency Act uit 1996, de eerste stap van het Amerikaans Congres om pornografisch materiaal op het internet te beteugelen. Sectie 230 van de wet (en de daaropvolgende jurisprudentie zoals Gonzalez v. Google en Twitter v. Taamneh in 2023) stelde providers van online diensten en gebruikers vrij van aansprakelijkheid voor onrechtmatige daden die anderen plegen op hun websites of online forums, zelfs als de provider geen actie ondernam nadat hij op de hoogte was gesteld van de schadelijke of aanstootgevende inhoud. Door middel van de zogenaamde “barmhartige Samaritaan-bepaling” beschermt deze sectie providers en platformbeheerders ook tegen aansprakelijkheid voor het modereren van bijdragen of het delegeren ervan. In de praktijk passen vele websites waar commentaar kan worden gepost, een vorm van inhoudelijke moderatie toe.
Daarnaast is in de VS nog een reeks federale wetten van toepassing, zoals de Digital Millennium Copyright Act, de Children's Online Privacy Protection Act en de Americans with Disabilities Act.

### Transparantie
De Raad van Europa publiceerde in 2021 een leidraad over moderatie van inhoud.
De Europese Verordening digitale diensten (DSA) eist van de “zeer grote online platforms” en de “zeer grote online zoekmachines” gedetailleerde transparantieverslagen over de moderatie van de inhoud op hun platformen, zoals het aantal meldingen, het aantal inhoudstukken dat op eigen initiatief van het platform is verwijderd, de ontvangen instructies van relevante nationale gerechtelijke of administratieve autoriteiten, en de nauwkeurigheid en foutmarge van hun geautomatiseerde systemen voor inhoudsmoderatie. De rapporten, die gepubliceerd worden, moeten ook informatie bevatten over de content moderatieteams, inclusief hun kwalificaties en taalkundige expertise.
In de VS werd het wetsontwerp Platform Accountability and Consumer Transparency Act (PACT) in het Congres ingeleid.

### Instellingen
De grote internetbedrijven hebben eigen diensten voor digitale regulering, die ook soms samenwerken met universiteiten. Daarnaast zijn een hele reeks overheidsinstellingen betrokken, en onder meer:
- Verenigde Naties: Secretaris-generaal António Guterres stelde in juni 2023 een internationaal kader voor de regulering van online-platformen voor.[32]
- Europese Unie: de Europese Commissie lanceerde enkele actieprogramma’s, en handhaaft de bepalingen van de Verordening digitale diensten ten aanzien van de grote platforms via het European Centre for Algorithmic Transparency (ECAT),[33] een onderdeel van het Gemeenschappelijk Centrum voor Onderzoek.
- Verenigde Staten: Cybersecurity and Infrastructure Security Agency, een onderdeel van het Department Homeland Security.[34]
- NAVO: Strategic Communications Centre of Excellence (NATO StratCom COE).[35]

### Rechtspraak
Een baanbrekende zaak in de VS over het recht van de federale regering om inzake regulering van online inhoud afspraken te maken met de sociale media, is Murthy v. Missouri. Het proces werd in mei 2022 onder impuls van Missouri’s procureur-generaal Eric Schmitt ingeleid voor een districtsrechtbank in Louisiana. De klacht luidde dat de federale overheid sociale mediabedrijven onder druk zette om conservatieve standpunten en kritiek op de regering Biden te censureren, wat in strijd is met het recht op vrijheid van meningsuiting. De regering voerde daartegen aan dat ze alleen verzoeken had gedaan aan exploitanten van sociale media, en geen eisen had gesteld om verkeerde informatie te verwijderen. Toch verbood de rechtbank de federale administratie in juli 2023 nog contact op te nemen met sociale mediadiensten met het verzoek om materiaal te blokkeren, behalve als het ging om illegale activiteiten. Na een opschorting in beroep werd de zaak in september 2023 voorgelegd aan het Hooggerechtshof. Tijdens de eerste pleidooien op 18 maart 2024 leidde de suggestie van rechter Ketanji Brown Jackson dat de overheid “de plicht kan hebben om burgers te beschermen tegen schadelijke inhoud” tot heftige tegenreacties van radicale voorstanders van vrije meningsuiting. Op 26 juni 2024 verklaarde het Hof de eis onontvankelijk.

## Reacties
- Meta: begin januari 2025 kondigde Mark Zuckerberg, CEO van Meta Platforms (Facebook, Instagram, WhatsApp en Threads). aan de samenwerking met factcheckers in de Verenigde Staten stop te zetten: We moeten op Facebook en Instagram terug naar meer vrije meningen. Overheden en klassieke media censureren te veel.[40]  Ook in Europa zette Meta een eerste stap in die richting.[41]